# Joel Granfors
Joel Granfors (Eskilstuna, Suecia; 24 de junio de 2005) es un piloto de automovilismo sueco. Actualmente compite en el Campeonato USF Pro 2000 con el equipo Exclusive Autosport.

## Carrera

### Inicios
Granfors comenzó su carrera en el karting en 2013, en su natal Suecia. Los aspectos más destacados de su carrera de karting de 7 años incluyen ganar la Serie MKR Suecia e3 2017 en la categoría Junior 60, el SverigeCupen 2018 en la categoría OK Junior y terminar sexto en la categoría OK Junior del Campeonato Sueco de Karting del 2018. Además de que compitió en el Campeonato Europeo de Karting CIK-FIA en el 2019.

### Fórmula 3
Granfors pasó al Campeonato GB3 en el 2022, continuando con Fortec Motorsport. Obtuvo su primera victoria en el campeonato en la segunda ronda en el circuito de Silverstone. Tiempo después, en septiembre de ese año, Granfors participó en la prueba de postemporada del Campeonato de Fórmula 3 de la FIA, conduciendo para Carlin, acompañado de Hunter Yeany, Hadrien David y Arias Deukmedjian.

## Resumen de carrera
| Temporada | Categoría                     | Equipo              | Carreras     | Victorias    | Poles        | VR           | Podios       | Puntos       | Pos.         |
| --------- | ----------------------------- | ------------------- | ------------ | ------------ | ------------ | ------------ | ------------ | ------------ | ------------ |
| 2019      | Copa Aquila Synergy de Suecia | —                   | 14           | 5            | 2            | 5            | 8            | 340          | 5.º          |
| 2020      | Fórmula Nórdica               | Granforce Racing    | 12           | 8            | 2            | 7            | 9            | 264          | 1.º          |
| 2020      | Copa Aquila Synergy de Suecia | Granforce Racing    | 12           | 9            | 2            | 3            | 11           | 284          | 1.º          |
| 2021      | Fórmula Aquila 1000           | Granforce Racing    | 1            | 0            | 1            | 1            | 1            | 45           | 15.º         |
| 2021      | Campeonato de F4 Británica    | Fortec Motorsport   | 29           | 1            | 0            | 4            | 8            | 240          | 4.º          |
| 2022      | Campeonato GB3                | Fortec Motorsport   | 24           | 2            | 3            | 0            | 11           | 460.5        | 2.º          |
| 2022      | Fórmula Aquila 1000 de Suecia | Granforce Racing    | 15           | 12           | 3            | 9            | 14           | 477          | 2.º          |
| 2023      | Campeonato USF Pro 2000       | Exclusive Autosport | 13           | 1            | 0            | 1            | 3            | 206          | 10.º         |
| 2025      | Le Mans Cup - LMP3            | R-ace GP            | Disputándose | Disputándose | Disputándose | Disputándose | Disputándose | Disputándose | Disputándose |
| Fuente:   |                               |                     |              |              |              |              |              |              |              |

## Resultados

### Campeonato USF Pro 2000
(Clave) (negrita indica pole position) (cursiva indica vuelta rápida puntuable)

| Año   | Equipo              | 1     | 2     | 3     | 4     | 5      | 6      | 7     | 8   | 9   | 10  | 11  | 12  | 13  | 14  | 15  | 16  | 17  | 18  | Pos. | Puntos |
| ----- | ------------------- | ----- | ----- | ----- | ----- | ------ | ------ | ----- | --- | --- | --- | --- | --- | --- | --- | --- | --- | --- | --- | ---- | ------ |
| 2023* | Exclusive Autosport | STP 9 | STP 8 | SEB 2 | SEB 9 | IMS 20 | IMS 1* | IRP 2 | ROA | ROA | MOH | MOH | TOR | TOR | COA | COA | POR | POR | POR | 2.º* | 132*   |

- * Temporada en progreso.

## Vida personal
El hermano menor de Joel, Linus, también es piloto de carreras, al igual que su padre Joakim, quien también dirige el equipo familiar, Granforce Racing.